# フリードリヒ・ヴィルヘルム・フォン・ザイトリッツ

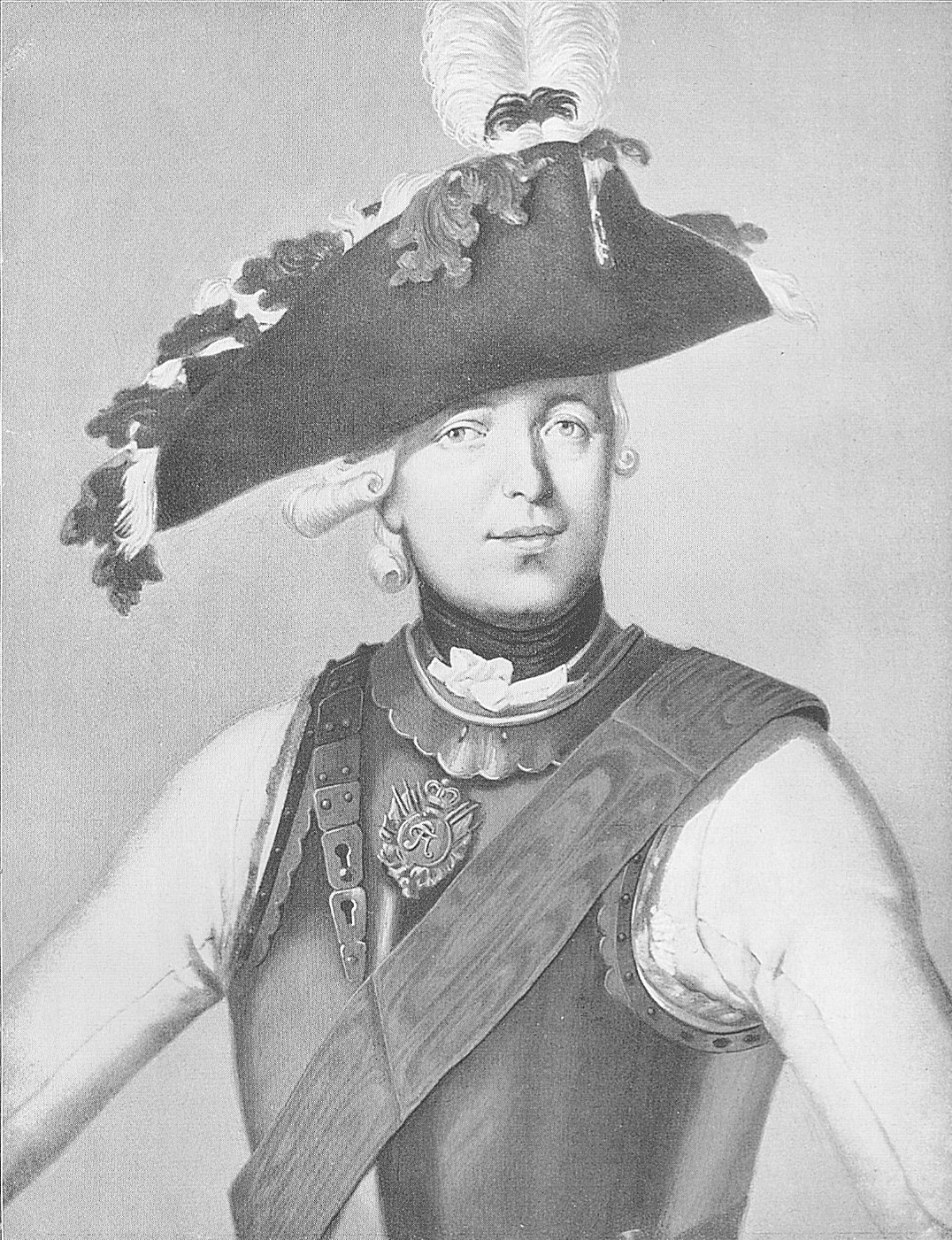
フリードリヒ・ヴィルヘルム・フォン・ザイトリッツ。美化された肖像画

フリードリヒ・ヴィルヘルム・フォン・ザイトリッツ＝クルツバッハ男爵, Friedrich Wilhelm Freiherr von Seydlitz-Kurzbach, 1721年2月3日 - 1773年11月8日）は、プロイセン王国の騎兵大将。

## 初期の軍歴
クレーフェ公国のカルカー生まれ。騎兵少佐であった父、ダニエル・フロリアン・フォン・ザイトリッツが1728年に没すると、母は子供たちを連れてバート・フライエンヴァルデ (Bad Freienwalde) へ移住した。同地で通学し、苦しい生活の中で成長すると13歳の時、大佐として父の上官であった辺境伯フリードリヒ・ヴィルヘルムの宮廷にペイジとして迎えられている。そこでザイトリッツは、非凡なほど馬術に習熟した 。1740年、国王フリードリヒ・ヴィルヘルム1世は彼を胸甲騎兵連隊の准尉 (de:Kornett) として、シュヴェート (Schwedt) からビャウォガルト (Białogard) に転属させた。その上でザイトリッツは第一次シュレージエン戦争に参加し、活躍する。
1742年に捕虜となった時、身柄をオーストリアの大尉と交換されるほどであった。
1743年、フリードリヒ大王から第4フザール連隊の大尉に任命されると、ザイトリッツは彼の中隊を訓練し、著しい効果を上げた。そして第二次シュレージエン戦争に従軍し、ホーエンフリートベルクの戦いに勝利した後、24歳で少佐に昇進している。
終戦の間際、ザイトリッツは15個の騎兵中隊を敵前で巧みに指揮した。また閲兵の際、フリードリヒ大王の御前で騎兵の指揮に才能を示し、1752年に中佐、1753年に第8胸甲騎兵連隊の連隊長へ昇進した。彼の手で、間もなく同連隊はプロイセン王国全軍の模範となる。1755年には、大佐に昇進した。

## 七年戦争
翌年、七年戦争が勃発する。1757年5月、重騎兵を予備兵力とする慣習に反し、ザイトリッツはプラハの戦いの前衛部隊に参加するべく、彼の連隊を進出させた。その時、沼地を馬で渡ろうとして命を失いかけている。また1757年6月、コリンの戦いで騎兵旅団の先頭に立ち、見事な突撃でオーストリア軍の追撃を阻止し、名を上げた。その二日後、フリードリヒ大王は彼を少将に昇進させ、プール・ル・メリット勲章を授けた。ザイトリッツはこの昇進を長らく待ち望んでいたので、ハンス・ヨアヒム・フォン・ツィーテン中将から祝福された時にこう答えている。
「閣下、私にさらなる仕事をお求めなら、これ以上待てないところでありました。私はもう36歳なのであります。」
これを除けば、彼の公私における慎ましさと美徳、そして騎兵の能力を最大限に引き出す、卓抜した観察眼は広く称賛されていた。
惨憺たる敗北に終わったコリンの戦いに続く陰鬱な数週間、ザイトリッツはその活力と精神力を四度にわたる騎兵戦で振るう。1757年11月5日、ロスバッハの戦いに臨む朝のこと、フリードリヒ大王は二人の年長の将軍を任から解き、ザイトリッツに全騎兵の指揮を託した。そして戦いが済んでみると、敵軍は総崩れとなって四分五裂し、フリードリヒ大王の軍で発砲したのは七個大隊のみという結果に終わった。それ以外はザイトリッツと、指揮下の騎兵38個中隊の働きであった。同日夜、大王は彼に黒鷲章 (Order of the Black Eagle) を贈って中将に昇進させている。そのザイトリッツは乱戦の中で不運にも傷を負い、続く四ヶ月にわたって行動不能となった。ザイトリッツの健康状態は頻繁に問題となっていたが、それは辺境伯に仕えていた頃、悪い噂となって広まるほど自身を粗雑に扱ったためである。その結果、負った傷がどれほど小さくても、彼は動けなくなってしまうのであった。1758年に復帰すると、ツォルンドルフの戦いで再び友軍を救う。プロイセン的な服従の解釈の一例として、引き合いに出されるのはこの時の働きである。ザイトリッツは、「指揮下の騎兵を率いて戦闘に介入せよ」という王命を何度も拒んだ。「その首をもって戦いの結果に責任を負うべし。」と脅されても、そうしたのである。彼が戦闘を開始したのは、側面攻撃で最大の効果を挙げられるようになってからであった。この判断は、戦いの勝利に著しく貢献している。ザイトリッツは王の命令に、言葉ではなく感性で従った。受けた命令が、発令者の意に適うかどうかを自主的に確かめるという姿勢は、現在でもドイツ連邦軍に受け継がれている。
ホッホキルヒの戦いでは、騎兵108個中隊を持ってプロイセン軍 (Prussian Army) の撤退を援護し、大敗に終わったクーネルスドルフの戦いでは、ロシア軍の保持する丘に絶望的な突撃をしかけ、重傷を負った。その傷を癒す間に、伯女アルベルティーネ・ハッケと結婚する。1760年5月に軍に復帰するが、フリードリヒ大王によってすぐ帰郷を命じられるほど健康を害していた。首都に滞在中、オーストリア＝ロシア連合軍によるベルリン襲撃 (Raid on Berlin) から都を守るため、防衛戦力の組織に力を貸す。敵軍による一時的な占領を回避することこそできなかったものの、フリードリヒ大王は後に彼の行いを称賛した。
ザイトリッツは、1761年まで前線に戻らなかった。その後、プロイセン公子ハインリヒ率いる軍の一翼を任される。それは全種の兵科から構成されており、彼の指揮官としての適性を疑う声も多かった。なぜならザイトリッツは、これまで騎兵部隊を指揮した経験しか持たなかったからである。その批判に彼は、フライベルクの戦いにおける働きを持って応えた。騎兵と同様に歩兵を率いて、戦いの帰趨を決したのである。

## 余生
1763年、フベルトゥスブルク条約が締結されると、ザイトリッツはシュレージエン州 (Silesia Province) の騎兵総監に就任した。同地には11個連隊が常設され、彼の訓練を受けるべく、フリードリヒ大王の手で最も有望な士官が送られて来た。
1767年には騎兵大将に昇進するものの、家庭の不幸が余生に影を投げる。妻は浮気し、何度か結婚を重ねた二人の娘は離縁された。姉は一度、妹は二度にわたって離婚している。誤解が重なって、かつては親密であった国王との友情も終わりを告げた。この二人が再会を果たすのは、彼が没する数週間前、病床にある時のことであった。

## 病気と死
ザイトリッツは1773年、シュレージエンのオーラウで没した。彼は、すでに若い頃から重ねていた色事によって梅毒に罹っており、それは年齢を重ねるほどに困難をもたらし、戦傷の治癒をますます阻んでいた。結局、この病気は早期の病没の主因となる。遺体はナムスラウの邸宅、ザイトリッツルー（ミンコウスキ・パーワツ）に並ぶ霊廟に埋葬された。遺体は1945年、赤軍の進攻に際してソ連兵に辱められ、それ以来行方不明となっている。霊廟は戦後、ポーランド人によって解体された。

## 記念
- 彫刻家のジャン＝ピエール＝アントワーヌ・タサエールは、大理石の立像を製作した。それは1780年、ベルリンのヴィルヘルム広場 (Wilhelmplatz) に設置される。1857年には風化の危機に晒されたため、倉庫に収納されなくてはいけなかった。1904年以降、この像はベルリン市内のカイザー・フリードリヒ・博物館（現在のボーデ博物館後部の階段室（小ドーム）にある、壁面のスペースに設置されている。
- この大理石像をもとに、アウグスト・キス (August kiss) は青銅製の記念碑を模造した。1861年、これはヴィルヘルム広場に設置される。1950年、当時のドイツ民主共和国政府はイデオロギー上の理由から記念碑を解体の上、倉庫に収納させた。立像は保存されているものの、一般公開されてはいない。
- 低部ライン地方のカルカー市で、1850年8月3日にザイトリッツ記念碑の定礎式が執り行われた。1860年8月25日には市の中央広場で、祝賀のもと除幕式が行われている。トリーア産の砂岩からこの立像を製作したのは、デュッセルドルフの彫刻家、ユリウス・バイアーレ（Julius Bayerle)であった。この記念碑の建立にかかった費用は4000ターラーに達したが、現存していない。
- シェア＝トス男爵（Freiherr von Scherr-Thoß）の主導で、1910年11月5日にシュレージエンのトレブニツァ (Trzebnica) において、除幕式を祝うこととなるザイトリッツ像の鋳造にあたって皇帝ヴィルヘルム2世はフランス製の青銅砲を寄贈した。（これは1870年から1871年の普仏戦争の際、プロイセン軍の部隊が鹵獲した物である。）この記念碑を製作したのは、ベルリンの彫刻家マックス・バウムバッハ (de:Max Baumbach) である。この記念碑の設立を実現させたのは、市民の自主的な寄付であり、その額は15,000マルクに達した。市議会から、さらに1000マルクの追加が認められている。
- 皇帝ヴィルヘルム1世は78歳の誕生日に、ベルリンの武器庫をプロイセン軍の殿堂に改築する旨、勅命を発した。工事の監督には建築家のフリードリヒ・ヒッツィヒ (Friedrich Hitzig) が任じられた。彼は彫刻家のラインホルト・ベガスを招聘すると、設置する予定のある32体の胸像の、細密なスケッチを描かせた。それらのスケッチには、ザイトリッツの等身大の胸像が含まれていた。これはベルリンの彫刻家、ユリウス・モーザー (de:Julius Moser) の原案に拠る物で、フリードリヒスハーゲン (Friedrichshagen) にある、ヴァルター & パウル・グラーデンベック社（Walter & Paul Gladenbeck）所有のグラーデンベック青銅鋳造所（Gladenbecks Bronzegießerei）で鋳造され、1891年にベルリン殿堂 (de:Berliner Rumeshalle) の西将軍館へ、特に行事もなく設置された。そして1945年以降、行方不明となっている。
- ヴュルテンベルク＝エールス公カール・クリスティアン・エルトマンはシュレージエンのバート・カールスルーエ（英語版）市内にある公園内の迷宮に、「比類なきフリードリヒ（大王）」の像を設置させた。この記念碑は、配下の将軍五人（シュヴェリーン、ヴィンターフェルト、ツィーテン、ザイトリッツおよびカイトの胸像に囲まれていた。早くも1825年には、全ての記念碑が解体される。1936年までは、胸像の設置されていた壁面が空白のまま残されていた。

## 栄誉
テンペルホーフ＝シェーネベルク区のザイトリッツ広場 (Seydlitzplatz) とミッテ区、シュテーグリッツ＝ツェーレンドルフ区、そしてテンペルホーフ＝シェーネベルク区に存在するザイトリッツ通り (Seydltzstraße) は彼にちなんで命名された。また、病院船ザイトリッツ (de:Seydlitz (1903)) や巡洋戦艦ザイトリッツ、それに重巡洋艦のザイトリッツも同様である。
生誕の地、カルカー市では1860年、中央広場に記念碑が立てられていた。第二次世界大戦で連合軍の部隊が頭部を打ち落とすと、それは戦時の被災を理由に撤去されている。その作業中、失われていた頭部は中央広場で掘り起こした土砂の中から発見された。
1960年代の末、カルカーに建設された兵舎は彼の名を冠している。また、同様に彼にちなんで命名された坂 (Seydlitzstege) と乗馬協会が存在する。ドレスデンのドイツ陸軍士官学校 (de:Offizierschule des Heeres) （OSH）の第74期士官候補生は、2006年に、フリードリヒ・ヴィルヘルム・フォン・ザイトリッツをその多大な軍功に基づき、年度を記念する名前に選んだ。

## 家族
1760年の4月18日、ザイトリッツはズザンネ・ヨハンナ・アルベルティーネ・フォン・ハッケ（1743年-1804年)と結婚している。彼女はベルリン市の軍司令官、ハッケ中将の娘であった。夫婦の間には二人の娘が生まれている。長女は三度の結婚と一度の離婚を、次女は四度の結婚と二度の離婚を経験した。この二人は、子孫を残さなかった。

## 追憶
アンナ・ルイーザ・カルシュは『ザイトリッツ中将へ』（An den General-Lieutnant von Seydlitz）と題する詩を献呈した。テオドール・フォンターネは三つの詩、『薄墨毛の馬に乗るザイトリッツ氏』（Herr Seydlitz auf dem Falben）、『ザイトリッツとオワヴァの市長』（Seydlitz und der Bürgermeister von Ohlau）および『そしてカルカー、それは刺激なり』（Und Calcar, das ist Sporn）を捧げている。アントン・マイヤーとエッカート・フォン・ナーゾー (de:Eckart von Naso) は彼に小説を献じた（文献を参照のこと）。

## 注記
1. ↑  
König, Anton Balthasar (1791) (German). Biographisches Lexikon aller Helden und Militärpersonen: Welche sich in preussischen Diensten berühmt gemacht haben [Biographical Dictionary of all those heroes and military figures who have earned fame in the Prussian service]. 4. A. Wever. p. 2 2010年4月20日閲覧. "Sein Vater [...] war Daniel-Florian von Seydlitz, preuss. Rittmeister beim Marggraf Friedrichschen Regiment [...]"
2. 1 2  Bernhard von Poten (1892). "Seydlitz, Friedrich Wilhelm Freiherr von". Allgemeine Deutsche Biographie (ドイツ語). Vol. 34. Leipzig: Duncker & Humblot. pp. 94–101.
3. 1 2 3  Duffy, op. cit., p. 136
4. ↑  Anna Louisa Karsch: Gedichte. Hrgs. v. Karoline Louise von Klenke, Berlin 1792, S. 24 f.
5. ↑  Theodor Fontane: Romane, Erzählungen und Gedichte, Bd. 6, Hanser, München 1986, S. 210-214.